# 黃煦齡
黃煦齡（英語：Natalie Wong，1988年3月25日—），前無綫電視基本藝人合約女演員，主要工作是擔任東張西望及一綫娛樂女主持，無綫娛樂新聞台女主播，亦有拍過其他節目，譬如旅遊節目《3日2夜》。
2016年10月1日，她與拍拖逾六年的圈外攝影師結婚。2017年5月返回多倫多定居，並兼任《東張西望》的駐多倫多記者。

## 生平
黃煦齡本於加拿大多倫多大學畢業，主修生物科學課程。2007年曾參加加拿大中文電台主辦的《超級新星全能藝人選拔賽》，取得了最受現場觀眾歡迎獎。2011年尾回香港就加入了無綫電視，被安排擔任娛樂新聞台女主播工作。2016年頭轉為節目東張西望、一綫娛樂及港生活·港享受／明珠生活女主持。

## 演出作品

### 電視劇（無綫電視）
| 首播   | 劇名              | 角色     |
| 2014年 | 愛·回家           | 秀娜助手 |
| 2016年 | 愛·回家之八時入席 | Rita     |
| 2016年 | 律政強人          | 新聞主播 |
| 2016年 | 幕後玩家          | 司儀     |
| 2017年 | 與諜同謀          | 記者     |
| 2017年 | 全職沒女          | 空姐     |

## 電視節目
- 3日2夜
- 東張西望（駐多倫多記者）

## 外部連結
- 黃煦齡的Facebook專頁
- 黃煦齡的新浪微博
- 黃煦齡的Instagram帳戶